# Crucifixión y santos (Annibale Carracci)
Crucifixión y santos es un óleo sobre lienzo realizado en 1683 por el artista italiano Annibale Carracci. Se encuentra actualmente en la iglesia de Santa Maria della Carità en Bolonia, aunque originalmente estuvo en la capilla de Machiavello de la iglesia de San Nicolò di San Felice en la misma ciudad. Sin embargo, esta última fue destruida por una bomba durante la Segunda Guerra Mundial, por lo que finalmente se trasladó el lienzo a la localización actual.

## Historia
En el libro Festina Pittrice (1678), el historiador italiano Carlo Cesare Malvasia afirmaba que Carracci realizó la obra cuando tenía apenas dieciocho años (definiendo el cuadro como "el primer trabajo producido por el genial pincel de Annibale). También expone que el trabajo fue primeramente encargado a Ludovico Carracci, quien pensó que el pago por la obra era demasiado bajo y decidió relegarlo a su primo Annibale. Sin embargo, esta fuente resulta de poca confianza, pues en una restauración de 1920 se reveló la fecha de 1583 escrita en el marco, año en el que Carracci tenía 23 años. No obstante, Crucifixión y santos sigue siendo una de las primeras obras que conservamos del autor.

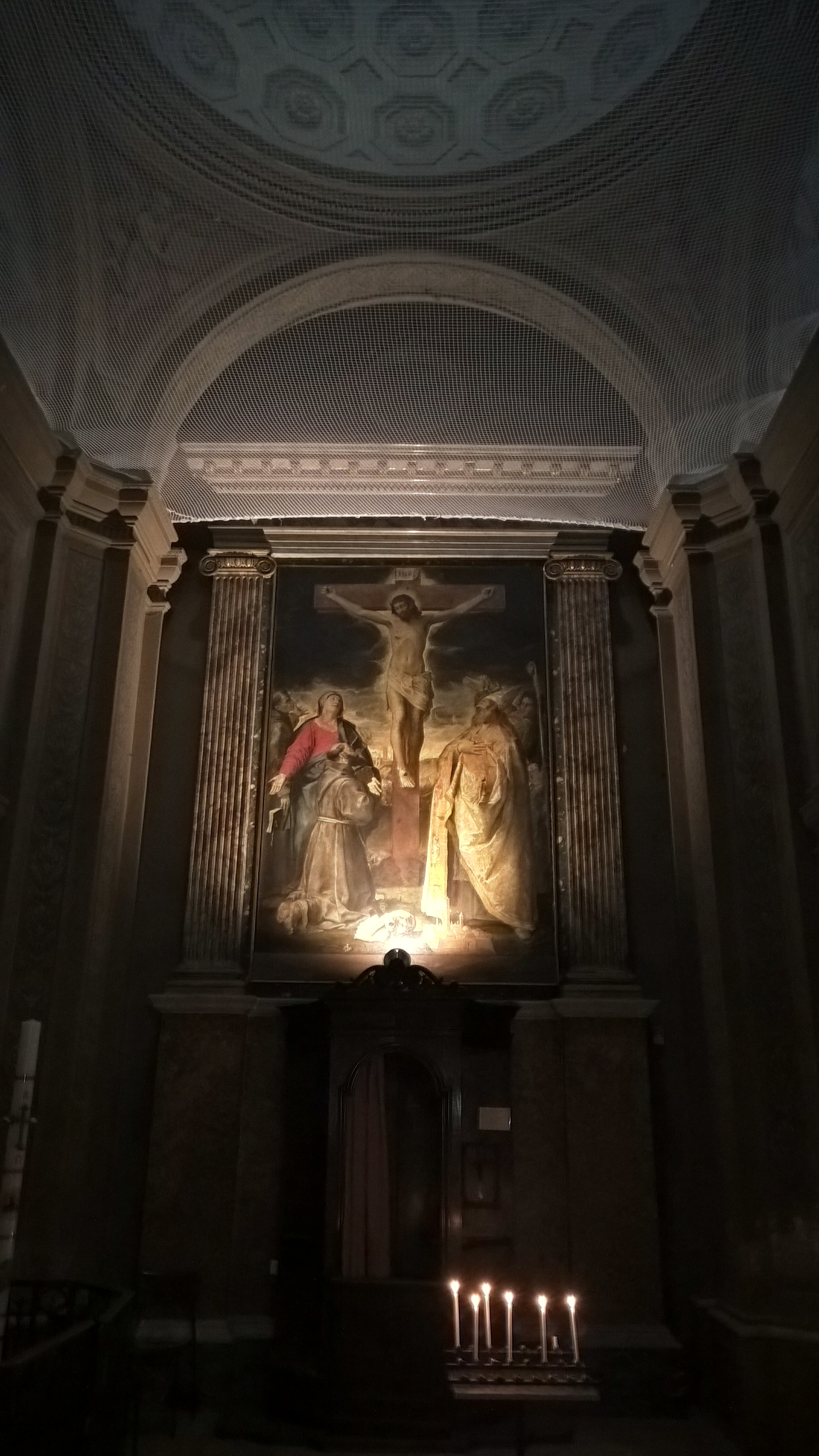
Crucifixión y santos en su ubicación actual, la iglesia de Santa María della Carità en Bolonia

Malvasia afirma asimismo que artistas con más experiencia de la época en Bolonia criticaron la obra por demostrar un excesivo realismo, una desordenada composición y por las rápidas e imprecisas pinceladas que se pueden ver, por ejemplo, en los pies callosos de Francisco de Asís. Los historiadores de arte modernos, sin embargo, creen que Annibale pretendía con esta obra romper con el estilo manierista predominante en la ciudad, y establecer así un nuevo lenguaje artístico basado en el realismo.

## Análisis
Con una expresión serena y con la cabeza inclinada hacia la izquierda, la figura de Cristo en la cruz dirige su mirada a un grupo de santos que se encuentra a sus pies. Francisco de Asís está arrodillado en posición orante dirigiéndose hacia la cruz, enfrente de la Virgen María. En el lado contrario, Petronio de Bolonia, mirando a Cristo, se encuentra vestido con ropas episcopales brocadas. Hay también un monaguillo sujetando el báculo pastoral de Petronio detrás de este, que bloquea la vista de Juan el Evangelista.